# Kra
Kra är en musikgrupp från Finland. 

## Historik
Det var Stäni Steinbock som tog namnet "Kra" för den grupp av musiker han hade med på inspelning som gjordes för en tävling i Finlands Rundradio 1980. Namnet hittades på av Hans Sandvall. Till tävlingen skickades Steinbocks låt "Himlen är att kunna förlåta" (en instrumental låt med flöjt som huvudinstrument) och eftersom den vann fick Kra spela in sin första singel på Finlands Rundradios bekostnad. Calle Lindholm producerade denna singel som spelades in i Studio 303 i Helsingfors. På singelns B-sida kom Steinbocks låt "(House of the) Smiling Sun"
Eftersom denna singel spelades rätt ofta i radio gjorde Kra en ny singel snart därefter med "Udàs Rehana" (Steinbock) på ena sidan, och på andra sidan "Pikku Poliitikko" (Reijo Lainela). Denna singel spelades in i Kärsbyskolan i Norsborg, Sverige, av Robert "Robban" Wellerfors. Även denna spelades i radio, så då spelade Kra in sin tredje singel "Päronvals(från Vestergeta)" (Steinbock) / "Salladshymnen" (Lainela). Robert Wellerfors spelade också in denna singel.
Därefter spelade Kra in sin första LP "Doing the Impossibull", denna gång på Studio Decibel i Stockholm. Inspelningstekniker var igen Robban Wellerfors, och han deltog dessutom aktivt i produktionen av denna LP. Efter den första LP:n kom en fjärde singel med Kra:s redan långvariga trummis Lasse Lundboms låt "La Balena" på ena sidan och Steinbocks "Dragon Train" på andra sidan. Denna singel spelades in av P.J.Wide i hans studio "Dream Machine". Någonstans mellan dessa skivor gavs även en Livekassett ut. 
Kra:s andra LP "Still Going Sproing" spelades in delvis i Stockholm i minst tre studios, samt i Pargas, Finland, med Roger Renwall som ljudtekniker. Sedan spelade Thomas Wiedersheim-Paul in fyra nya låtar av Kra på film, i Botkyrka Medieverkstad 1991 strax förrän Steinbock flyttade till Vasa för att där jobba som ljuddesigner/-tekniker på Vasa Stadsteater.
Därefter följde en lång paus till 2001 då Kra ännu spelade in en CD i Finlands Rundradios studio i Helsingfors. Denna CD fick namnet "Guttural Shock" (Reijo Lainelas namnförslag). 
Efter detta har Kra bara haft en reunionkonsert, till förmån för Love Thy Neighbour Upendo Child Care Center i Kenya. Konserten genomfördes dock i Stockholm, Sverige 2006. 
Medverkande: Lena Ekman: Blockflöjt, Jaïr-Röhm Parker-Wells: Bas, John Johansson: Gitarr, Billey Shamrock: Analogsyntetisator, Stäni Steinbock Elmandolin.
Reijo Lainela och Stäni Steinbock skrev under 2017 låten Rosthög tillsammans, och den uruppfördes i Finlands Rundradio (YLE) 2017 med kompositörerna på gitarr resp. femsträngad kantele och Peter Knight på fagott.
Rosthög väntar på utgivning.

## Diskografi

### Singlar
- "Himlen är att kunna förlåta"(Steinbock)/"(House of the)Smiling Sun"(Steinbock) (utgiven 1981)
- "Pikku Poliitikko" (Lainela)/"Udàs Rehana" (Steinbock) (utgiven 1982)
- "Päronvals från Vestergeta" (Steinbock) / "Salladshymnen" (Lainela) (utgiven 1984)
- "La Balena" (Lundbom) / "Dragon Train" (Steinbock) (utgiven 1987)

### LP-album
- "Doing the Impossibull" (utgiven 1986)
- "Still Going Sproing" (utgiven 1988)

### CD-album
- "Guttural Shock" (utgiven 2002)

### Andra utgåvor
- "Kra Live 1981-82" (utgiven på C-kassett 1982)